# Ar-Gimilzôr
Ar-Gimilzôr, que en adûnaico significa ‘llama de plata’, o Tar-Telemnar en quenya, es un personaje ficticio perteneciente al legendarium del escritor J. R. R. Tolkien y que aparece en su novela El Silmarillion. Es un Dúnadan de Númenor, hijo de Ar-Sakalthôr y nacido en el año 2960 de la Segunda Edad del Sol. 
Se convirtió en el vigésimo tercer Rey de Númenor tras la muerte de su padre en el año 3102 S. E. Prohibió hablar cualquiera de las lenguas élficas y que los Elfos entraran en el reino, castigando a aquellos que se atrevieran a darles refugio. También hizo trasladarse a los Fieles al puerto de Rómenna, donde podía vigilarles mejor que en Andúnië, que quedó abandonado. Debido a esta actitud de Ar‑Gimilzôr, los Valar dejaron de ayudar y proteger a los Númenóreanos. 
Ar-Gimilzôr obligó a Inzilbêth, sobrina del Señor de Andúnië Eärendur, a casarse con él contra su voluntad, ya que ella pertenecía en secreto a los Fieles. Tuvieron dos hijos, Inziladûn y Gimilkhâd. El mayor era más parecido a su madre, pero el segundo era como su padre, y le habría nombrado su heredero si las leyes Númenóreanas lo hubieran permitido.
Ar-Gimilzôr murió en el año 3177 S. E. e Inziladûn se coronó rey y arrepentido por lo que habían hecho los reyes anteriores, adoptó un nombre en quenya, Tar‑Palantir.